# Жылысайские каменные изваяния
Жылысайские каменные изваяния — памятники времён Тюркского каганата (VI—VIII вв.) и кимако-кыпчакского времени (VIII—XIII вв.), расположенные на территории современного Улытауского района Карагандинской области Казахстана. К моменту завершения строительства комплекс насчитывал восемь статуй, вокруг каждой из которых воздвигнута каменная ограда. Однако к настоящему времени сохранились только пять изваяний.
Из сохранившихся скульптур четыре — мужские и одна — женская. Женское изваяние принадлежит тюркской богине-матери Умай. Все скульптуры времён Тюркского каганата ориентированы на восток и установлены с восточной стороны каменных оград.